# Безвременник великолепный
Безвре́менник великоле́пный (лат. Cólchicum speciósum) — многолетнее травянистое растение, вид рода Безвременник (Colchicum) семейства Безвременниковые (Colchicaceae).

## Распространение и среда обитания
Ареал вида охватывает Малую Азию, Кавказ и Иран.
Произрастает на высотах от 150 до 3000 м над уровнем моря. В нижних и средних поясах гор в каштановых, буковых и грабовых лесах, а также на высокотравных лугах. В высокогорьях может преобладать в травостое субальпийских лугов.
Светолюбив, избегает застойного увлажнения.

## Ботаническое описание

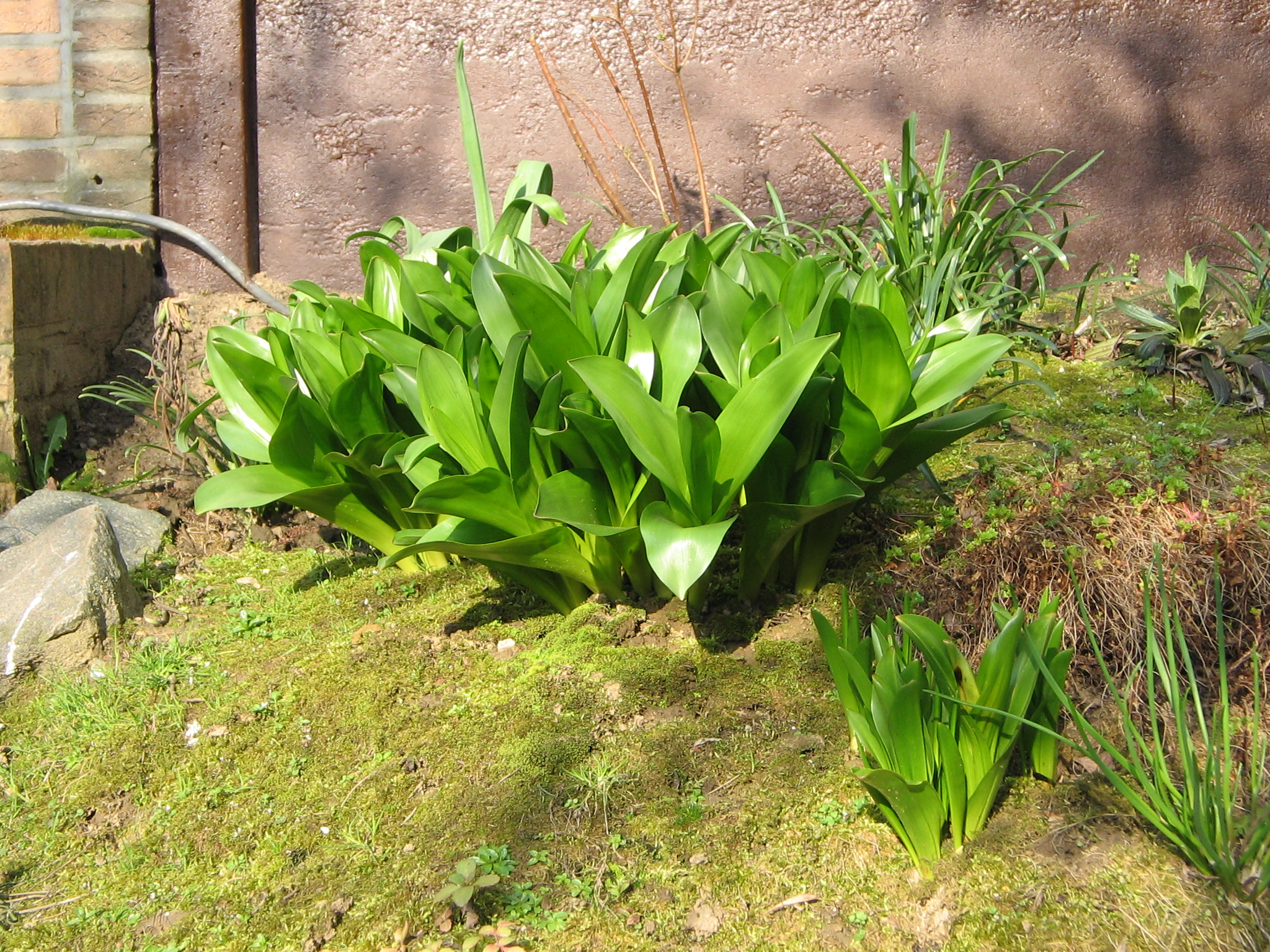
Листья

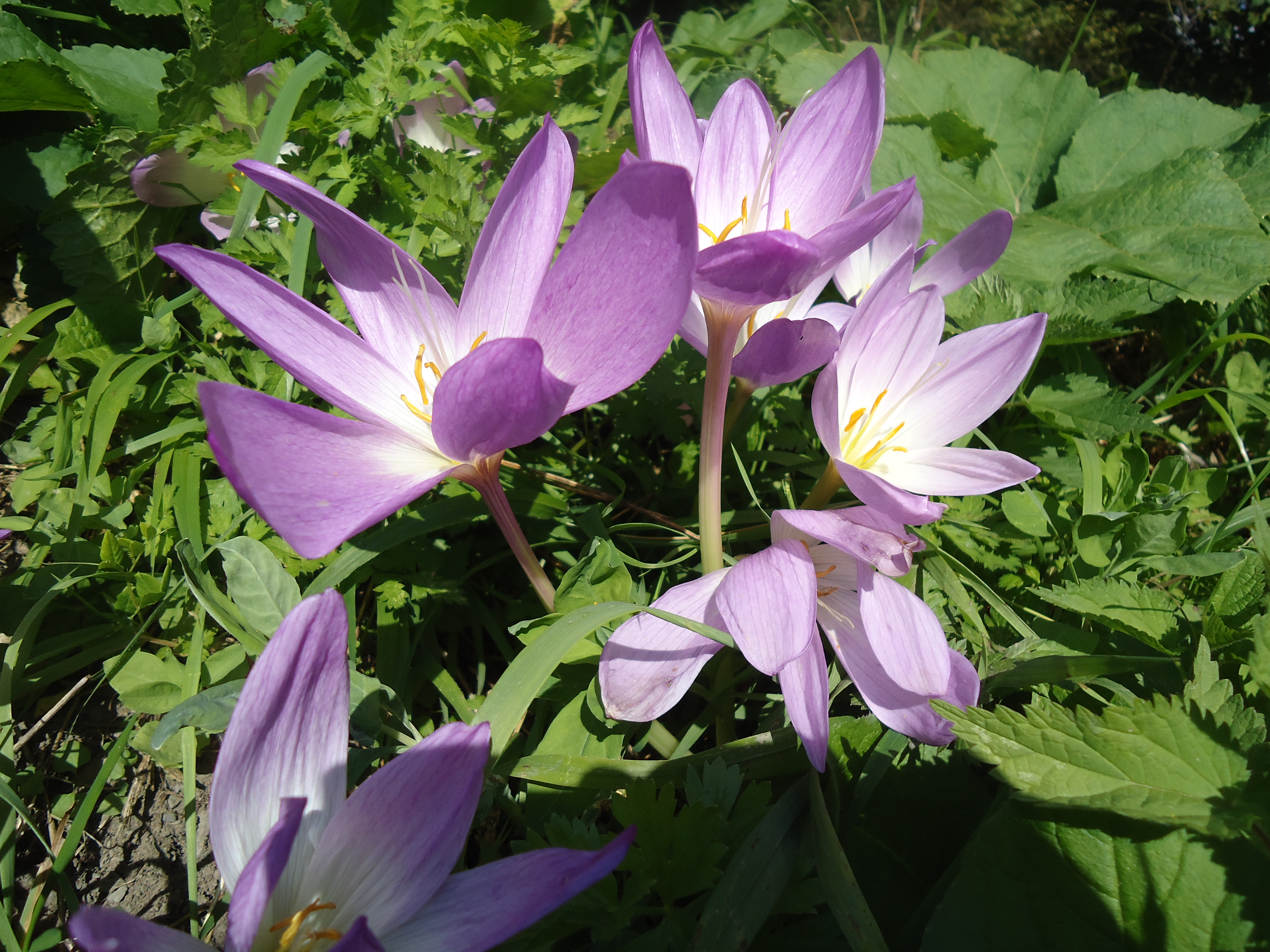
Цветущее растение. Энгельманова поляна. Территория Кавказского государственного природного биосферного заповедника

Растение высотой 20—60 см. Луковица крупная, продолговатая, длиной до 5 см, 3—4 см в диаметре, покрыта тёмно-коричневыми перепончатыми кожистыми оболочками, продолжающимися в длинную широкую трубку, охватывающую нижнюю часть стебля. Средний вес взрослой клубнелуковицы 40 г, иногда он достигает 70—80 г.
Листья в числе четырёх—пяти (реже трёх или шести), широко-продолговатые, на верхушке туповатые, длиной 18—25 см, шириной 3,5 см, нижние — более крупные, яйцевидные, шириной до 7 см, с длинным влагалищем, образующим ложный стебель.
Цветки весьма крупные, развиваются осенью в числе одного — трёх, реже четырёх, розово-пурпурные или слегка фиолетовые, в зеве железистые; трубка околоцветника широкая, листочки длиной 5—6,5 см, шириной 15—22 мм, широко-овальные или эллиптические, на верхушке туповатые. Тычинки в числе шести, почти вдвое короче листочков; пыльники линейные, длиной 8—12 мм, жёлтые; пестик один, с тремя столбиками, превышающими тычинки, толстыми, на верхушке прямыми, с однобоким рыльцем. Завязь трёхгнёздная.
Коробочка трёхгнёздная, эллиптическая, длиной до 3 см. Семена округлые, коричневые, диаметром до 2—3 мм.
Цветёт в августе — октябре. Плодоносит в июне — июле.
До заморозков успевает произойти опыление цветка, и после увядания надземной части под землёй в завязи медленно развиваются семяпочки, и начинает формироваться плод. Поэтому весной так быстро вместе с молодыми листьями выносится молодой плод.

## Лекарственное сырьё

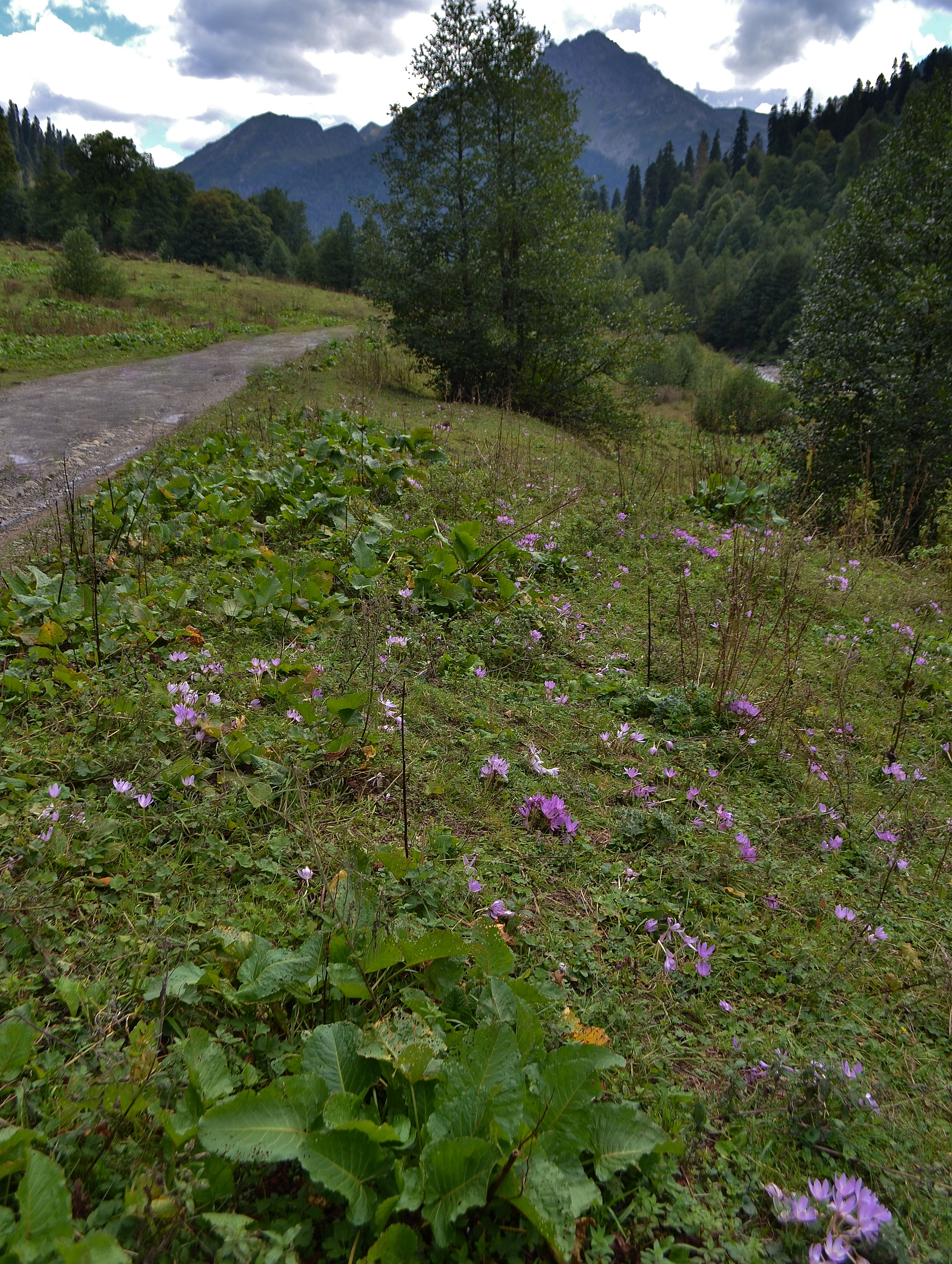
Безвременник великолепный в естественных условиях. Абхазия. Национальный парк Рица

### Заготовка
Для медицинских целей заготавливают крупные (длиной не менее 4 см и в поперечнике 3 см) клубнелуковицы (лат. Bulbotuber Colchici recens) во время цветения в конце лета или в начале осени. Их осторожно выкапывают вместе с корнями, не нанося повреждений: повреждённые клубнелуковицы при хранении легко плесневеют и загнивают. Неповреждённые клубнелуковицы очищают от земли, подсушивают, раскладывая тонким слоем (до 10 см) на солнечном месте или в хорошо проветриваемом тёплом сухом помещении. Срок хранения сырья 3 месяца по списку А.
Все растение ядовито, поэтому во время заготовок следует соблюдать осторожность. Повторные заготовки на зарослях возможны только через 4—5 лет.
Заготовка клубнелуковиц производится в Адлерском районе Краснодарского края (по долине реки Мзымты) и в Абхазии.
Урожайность клубнелуковиц в лесах 20—40 ц/га, на среднегорных лугах до 75 ц/га, на субальпийских — 20—25 ц/га.

### Химический состав
Клубнелуковица безвременника великолепного содержит алкалоиды, основные из них — колхицин и колхамин, специозин и колхицерин. Колхамин обладает одинаковым действием с колхицином, но является менее ядовитым.

### Фармакологические свойства
Колхицин и колхамин являются кариокластическими ядами, обладают способностью задерживать деление (митоз) клеточного ядра.

## Значение и применение

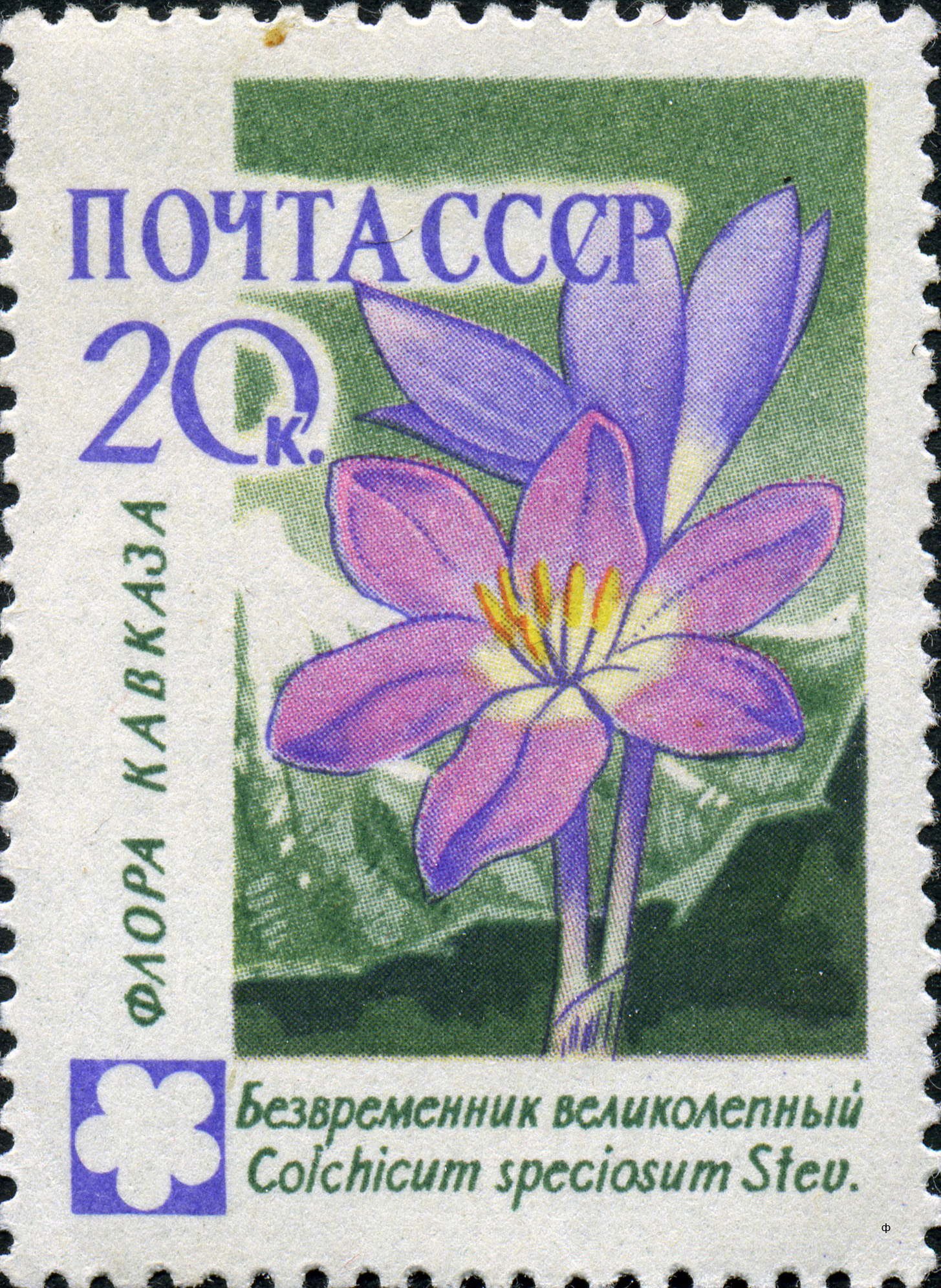
Растение изображено на марке СССР, выпущенной в серии «Флора Кавказа»

Колхицин используют в селекции для получения полиплоидных форм растений благодаря способности влиять на хромосомный аппарат ядра клетки прорастающих семян.
Безвременник относится к числу древнейших лекарственных растений. Сведения о нём имеются в письменных источниках Древнего Египта, Индии, Греции.
В Средние века в Европе настой семян и клубней безвременника применяли в качестве лекарственного средства от подагры, ревматизма, невралгий и как мочегонное средство. В 1618 году безвременник вошёл в первую Британскую фармакопею.
0,5-процентная колхаминовая мазь применяется при эндофитной и экзофитной формах рака кожи I и II стадии, таблетки колхамина — при раке пищевода, желудка (в сочетании с сарколизином) в случаях, не подлежащих хирургическому лечению, а также при подагре.
Противопоказания
Самолечение безвременником опасно для жизни.

## Таксономия
Вид Безвременник великолепный входит в род Безвременник (Colchicum) семейства Безвременниковые (Colchicaceae) порядка Лилиецветные (Liliales).
|  |                                        |  |                                                             |                                                             |                            |  | ещё 9 семейств (согласно Системе APG II) | ещё 9 семейств (согласно Системе APG II) |                               |  |  |  | ещё более 100 видов |
|  |                                        |  |                                                             |                                                             |                            |  | ещё 9 семейств (согласно Системе APG II) | ещё 9 семейств (согласно Системе APG II) |                               |  |  |  | ещё более 100 видов |
|  |                                        |  |                                                             | порядок Лилиецветные                                        |                            |  |                                          |                                          | род Безвременник              |  |  |  |                     |
|  |                                        |  |                                                             | порядок Лилиецветные                                        |                            |  |                                          |                                          | род Безвременник              |  |  |  |                     |
|  | царство Цветковые, или Покрытосеменные |  |                                                             |                                                             | семейство Безвременниковые |  |                                          |                                          | вид Безвременник великолепный |  |  |  |                     |
|  | царство Цветковые, или Покрытосеменные |  |                                                             |                                                             | семейство Безвременниковые |  |                                          |                                          |                               |  |  |  |                     |
|  |                                        |  | ещё 44 порядка цветковых растений (согласно Системе APG II) | ещё 44 порядка цветковых растений (согласно Системе APG II) |                            |  |                                          | ещё 21 род                               | ещё 21 род                    |  |  |  |                     |
|  |                                        |  |                                                             | ещё 44 порядка цветковых растений (согласно Системе APG II) |                            |  |                                          |                                          | ещё 21 род                    |  |  |  |                     |

### Синонимы
По данным The Plant List на 2013 год, в синонимику вида входят:
- Colchicum bornmuelleri Freyn
- Colchicum giganteum S.Arn.
- Colchicum hyrcanicum Woronow, nom. inval.
- Colchicum latifolium Griseb., nom. illeg.
- Colchicum lenkoranicum (Miscz.) Grossh.